# Jianghua
Jianghua, tidigare romaniserat Kianghwa, är ett autonomt härad för yao-folket som lyder under Yongzhous stad på prefekturnivå i Hunan-provinsen i sydöstra Kina.